# Мелегони, Филиппо
Филиппо Мелегони (итал. Filippo Melegoni; 18 февраля 1999 года, Бергамо, Италия) — итальянский футболист, играющий на позиции полузащитника. Игрок футбольного клуба  «Дженоа». Выступает на правах аренды в клубе «Реджана»

## Карьера
Алессандро родился в Бергамо и является воспитанником «Аталанты» — команды из этого города. С сезона 2016/2017 привлекается к тренировкам с основным составом. 22 января 2017 года дебютировал в Серии А в поединке против «Сампдории», выйдя на поле в основном составе и будучи заменённым после перерыва.
Также Алессандро является игроком основы юношеских сборных Италии. Принимал участие в чемпионате Европы 2015 года среди юношей до 17 лет, вместе с Доннаруммой были единственными игроками 1999 года рождения.